# Daechwita

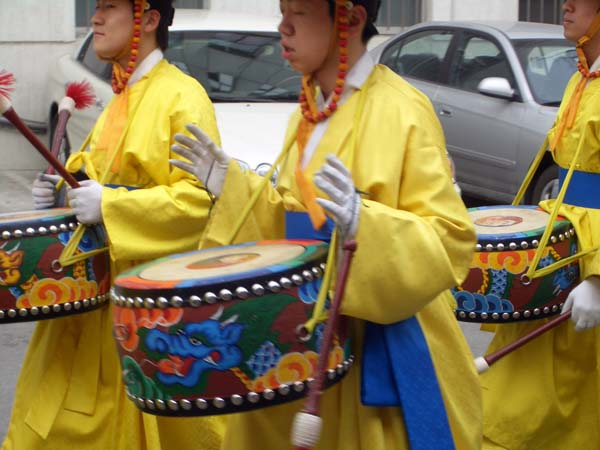
Daechwita Los músicos que tocan el yonggo (en las calles de Seúl)

Daechwita ( "grande soplando y pegando") es un género musical tradicional de Corea que consta de la música militar que está compuesta por instrumentos de viento e instrumentos de percusión, generalmente actuados mientras en la marcha. Los instrumentos utilizaron incluir nabal, nagak, y taepyeongso, con jing (gong), jabara (platillos), y yonggo (hangul: 용고; hanja: 龍鼓; el tambor pintado con diseños de dragón)
Este estilo de música militar coreana es a menudo utilizado en la marcha del Guardia en las ceremonias en Seúl del Palacio de Gyeongbok, así como en Deoksugung Palacio. Un especial daechwita es cuando se celebra el servicio de la Unidad de Guardia Tradicional, de la República de Ejército de Corea, y es el único en el que tiene el Ulla, Pungmul-buk y Galgo en su instrumentación. Esto es el mismo caso  para bandas coreanas tradicionales fuera de la patria, el cual también tiene un pungmul batería de percusión tradicional (con kkwaenggwari, janggu y pungmul-buk tambores) en el traseros con distinguir uniformes entre el dos ensembles. 
Los uniformes de los grupos son de oro real o rojo y blanco, cuando estos estuvieron conectados con el periodo Imperial.

## Chwi-ta

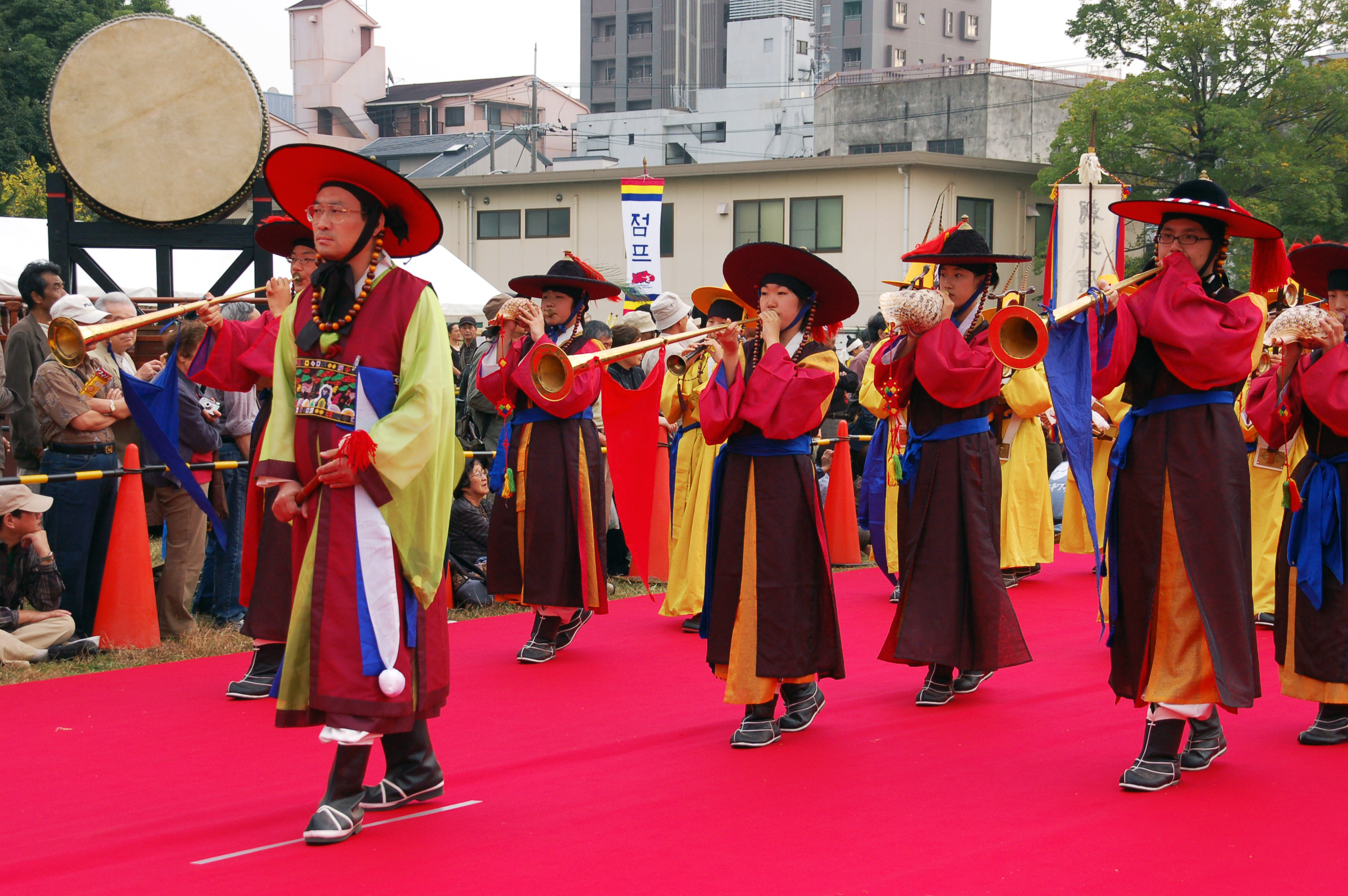
Daechwita, en Osaka, Japón

Chwi-ta (O choi-ta) es el nombre de la música militar tocada en marchas militares.

## Cultura popular
El rapero coreano Agust D realizó una canción bajo el título de Daechwita (대취타) en su segundo solo D-2 (2020). La canción tiene fuerte inspiración a las muestras reales de Daechwita.